# 莫匹罗星
莫匹羅星（INN:mupirocin），以商品名稱Bactroban等於市場上銷售，是一種局部外用的抗生素，可用於治療淺表皮膚的感染，例如膿痂疹或毛囊炎。它也可用於清除存在於鼻腔內的無症狀耐甲氧西林金黃色葡萄球菌（MRSA）。由於擔心使用時間過長有產生抗藥性的可能，不建議使用超過十天。它以乳膏或軟膏的製劑塗抹於皮膚上進行治療。
使用後常見的副作用有用藥部位搔癢和皮疹、頭痛和噁心。長期使用可能會導致真菌增生。個體在懷孕和進行母乳哺育期間使用，對於胎兒或是嬰兒似乎屬於安全。莫匹羅星在化學上是一種羧酸。它通過阻斷細菌製造蛋白質的能力（而導致細菌死亡）而發揮作用。
莫匹羅星最初於1971年從螢光假單胞菌中分離出來。它已列入世界衛生組織基本藥物標準清單之中。此藥物在2022年是美國排名第162位最常被開立的處方藥，累計的處方箋數量超過300萬張。市面上有其通用名藥物（學名藥）販售。

## 醫療用途

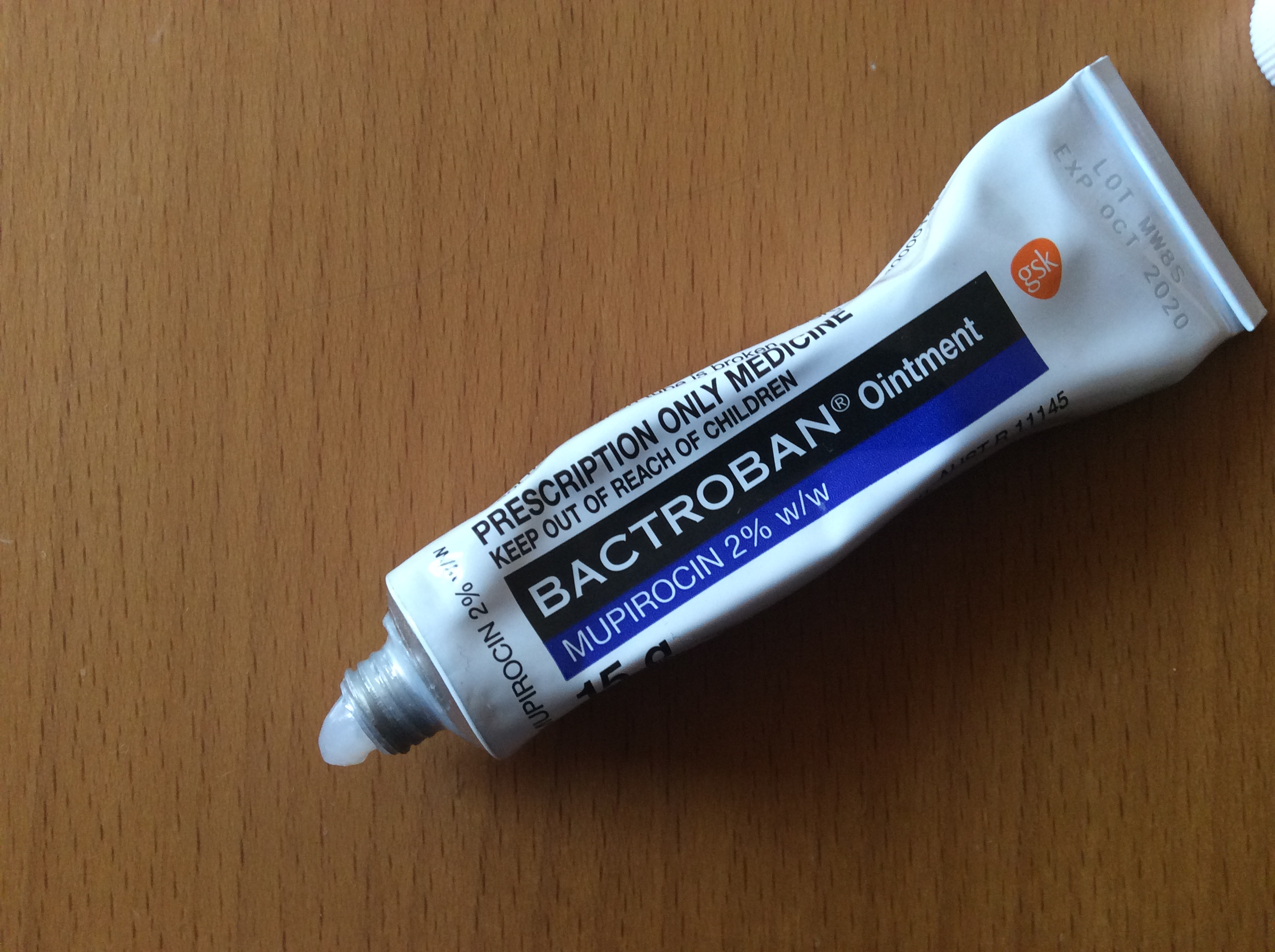
一管狀包裝，商品名稱為Bactroban的莫匹羅星藥膏。

莫匹羅星用於局部治療細菌性皮膚感染 (例如：癤子、膿痂疹或開放性傷口)，這些感染通常是由金黃色葡萄球菌或化膿性鏈球菌引起。它也可用於治療淺表性的耐甲氧西林金黃色葡萄球菌 (MRSA) 感染。莫匹羅星對於大多數厭氧菌、分枝桿菌屬、黴漿菌屬、披衣菌、酵母菌和真菌無療效。
手術前在鼻腔內使用莫匹羅星可有效預防金黃色葡萄球菌引起的術後傷口感染，而對於接受慢性腹膜透析的患者，進行預防性的鼻腔或導管部位治療，能有效降低導管部位感染的風險 。

## 抗藥性
莫匹羅星開始臨床使用後不久，就出現對其具抗藥性的金黃色葡萄球菌菌株，表示在鼻腔內使用莫匹羅星以清除此種金黃色葡萄球菌時，成功率會下降到不足30%。 有兩種不同族群的耐莫匹羅星金黃色葡萄球菌被分離出來。一種菌株具有低度抗藥性 (MuL: MIC = 8–256 mg/L，需要每公升8到256毫克的莫匹羅星濃度才能抑制其生長)，另一種則具有高度抗藥性 (MuH: MIC > 256 mg/L) 。低度抗藥性菌株（MuL）可能歸因於微生物野生型胺醯-tRNA合成酶 (IleS) 的突變。在大腸桿菌的胺醯-tRNA合成酶（IleS）中，單一胺基酸突變被證實會改變莫匹羅星抗藥性。高度抗藥性菌株（MuH）則與獲得單獨的IleS基因MupA有關。莫匹羅星對於MuH菌株並不是一種具療效的抗生素。其他抗生素，如壬二酸、呋喃西林、達淨磺胺銀和拉莫普蘭，已被證明對MuH菌株有效。
大多數瘡疱表皮桿狀菌菌株（一種導致尋常痤瘡皮膚病的致病菌）對莫匹羅星天然具抗藥性 。
大多數螢光假單胞菌菌株對莫匹羅星也具抗藥性，因而其他假單胞菌屬也可能具有抗藥性。
莫匹羅星的作用機制與其他臨床抗生素不同，因此不太可能產生交叉抗藥性。然而，MupA基因可能會與其他抗生素抗藥性基因共同轉移。這種現象已在二氯苯氧氯酚、四環黴素和甲氧苄啶的抗藥性基因中觀察到。這也可能導致非易感生物體的過度生長。
第二種高水平抗藥性合成酶於2012年被發現，並命名為MupB。它是在加拿大分離的MRSA菌株"MUP87"中發現的，並且可能位於非接合型質粒上。

## 作用機制
假單胞菌酸 (莫匹羅星) 能抑制細菌中的異亮胺酸-tRNA連接酶，導致異亮胺醯-tRNA耗盡，並積聚相應的未充電tRNA。異亮胺醯-tRNA耗盡後會抑制蛋白質合成。未充電形式的tRNA會與核糖體的胺醯-tRNA結合位點結合，觸發(p)ppGpp形成，進而抑制RNA合成。蛋白質合成和RNA合成的雙重抑制作用會導致抑菌。這種作用機制與異亮胺酸的類似物呋喃黴素相同。
莫匹羅星分子中菌酸"頭部"與異亮胺醯-腺苷酸 (Ile-AMS) 之間的結構相似性，導致其能抑制tRNA連接酶/合成酶。其獨特的9-羥基壬酸"尾部"會環繞著酵素，進一步穩定複合物，使催化部分卡住。莫匹羅星能夠與細菌和古菌版本的酵素結合，但不能與真核生物版本的酵素結合。

## 生物合成

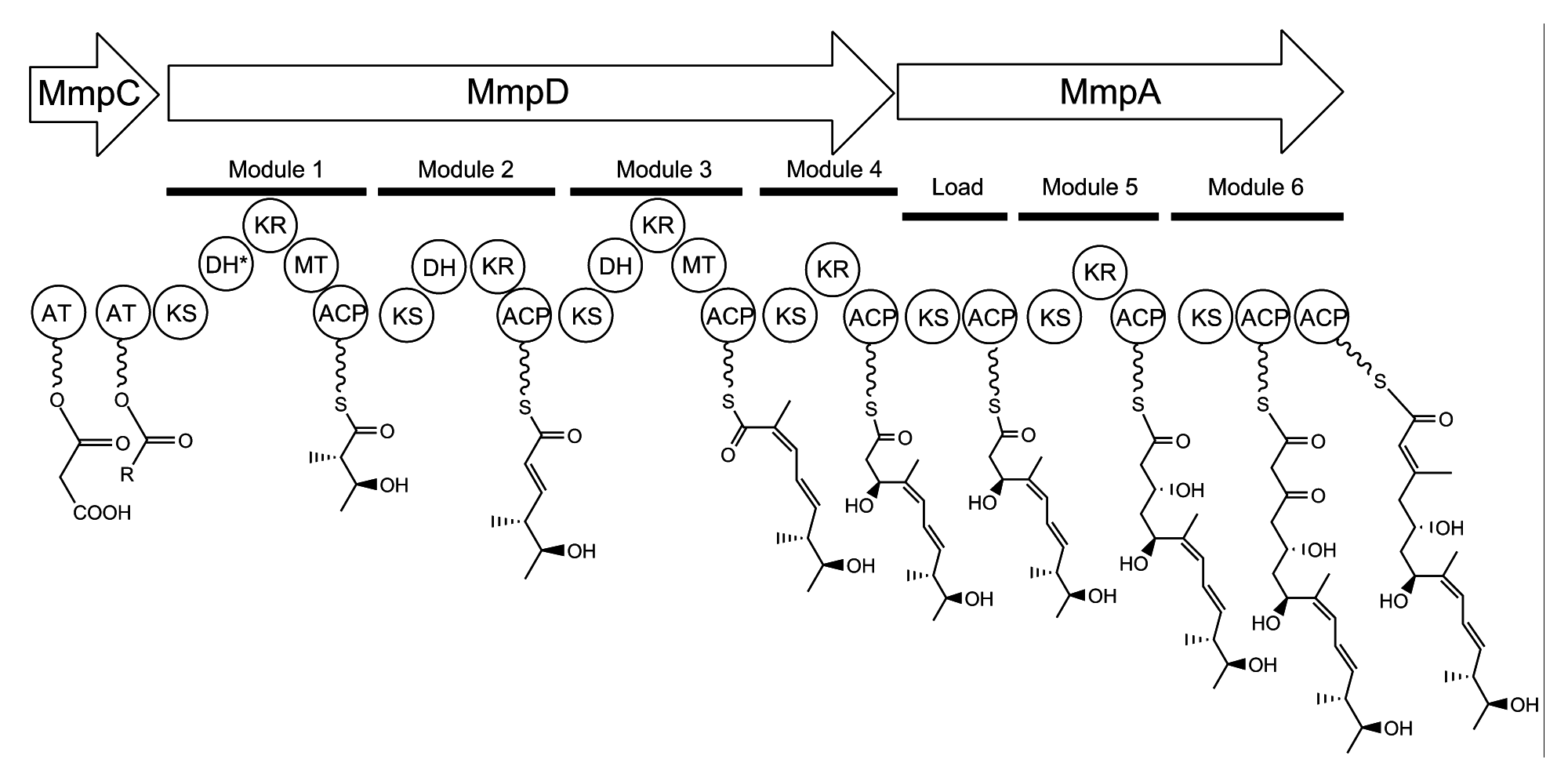
圖 1. MmpA、MmpC 和 MmpD在莫尼酸（Monic acid）合成中的結構域。
莫尼酸的生物合成並非共線性，在此圖中已重新排列。蛋白質名稱顯示在箭頭內部，下方列出模組和結構域。
ACP = 醯基載體蛋白/AT = 醯基轉移酶/DH = 脫水酶/ER = 烯醯還原酶 (enoyl reductase)/HMG = 3-羥基-3-甲基戊二酸 (3-hydroxy-3-methylglutaric acid)/MeT = 甲基轉移酶/KR = 酮還原酶 (ketoreductase)/KS = 酮合酶 (ketosynthase)/TE = 硫酯酶。

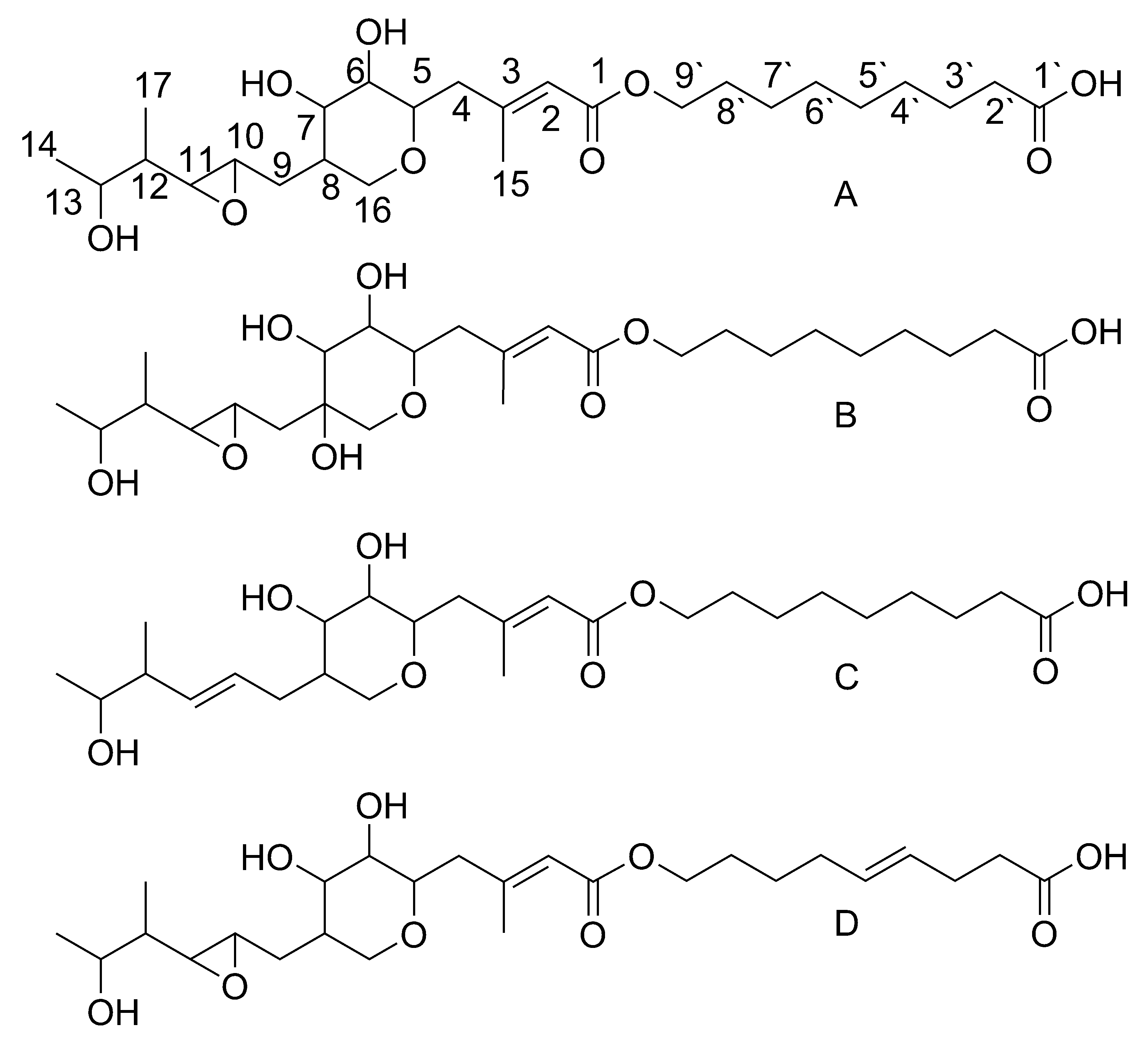
圖 2. 假單胞菌酸A-D的結構，分別標示為A到D。

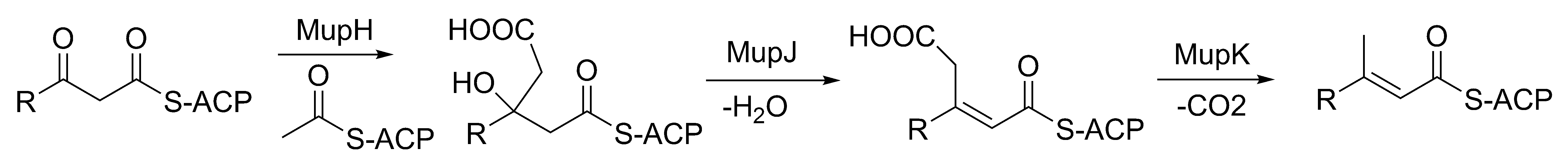
圖 3. 莫尼酸的C15甲基團透過以下反應途徑連接到C3。
其中：MupH是一種羥甲基戊二醯輔酶A合成酶 (Hydroxymethylglutaryl-Coenzyme A synthase)。MupJ和MupK則是烯醯輔酶A水合酶 (Enoyl-CoA hydratases)。

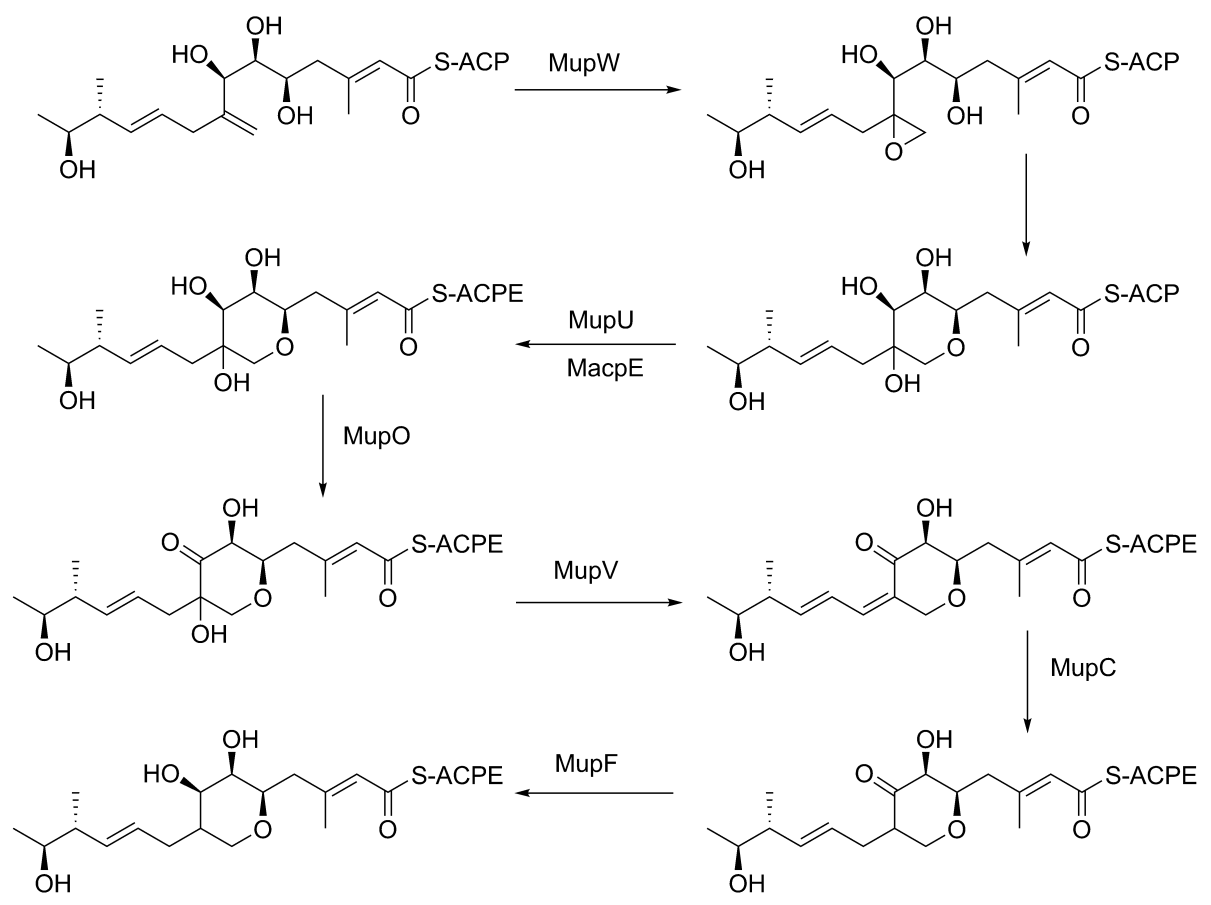
圖 4. 莫匹羅星的吡喃環在此提議的多步驟反應中生成。
mupO、mupU、mupV 和macpE基因的基因剔除會導致假單胞菌酸A (PA-A) 停止生成，但不會影響假單胞菌酸B (PA-B) 的產生，表明PA-B是PA-A的前驅物。

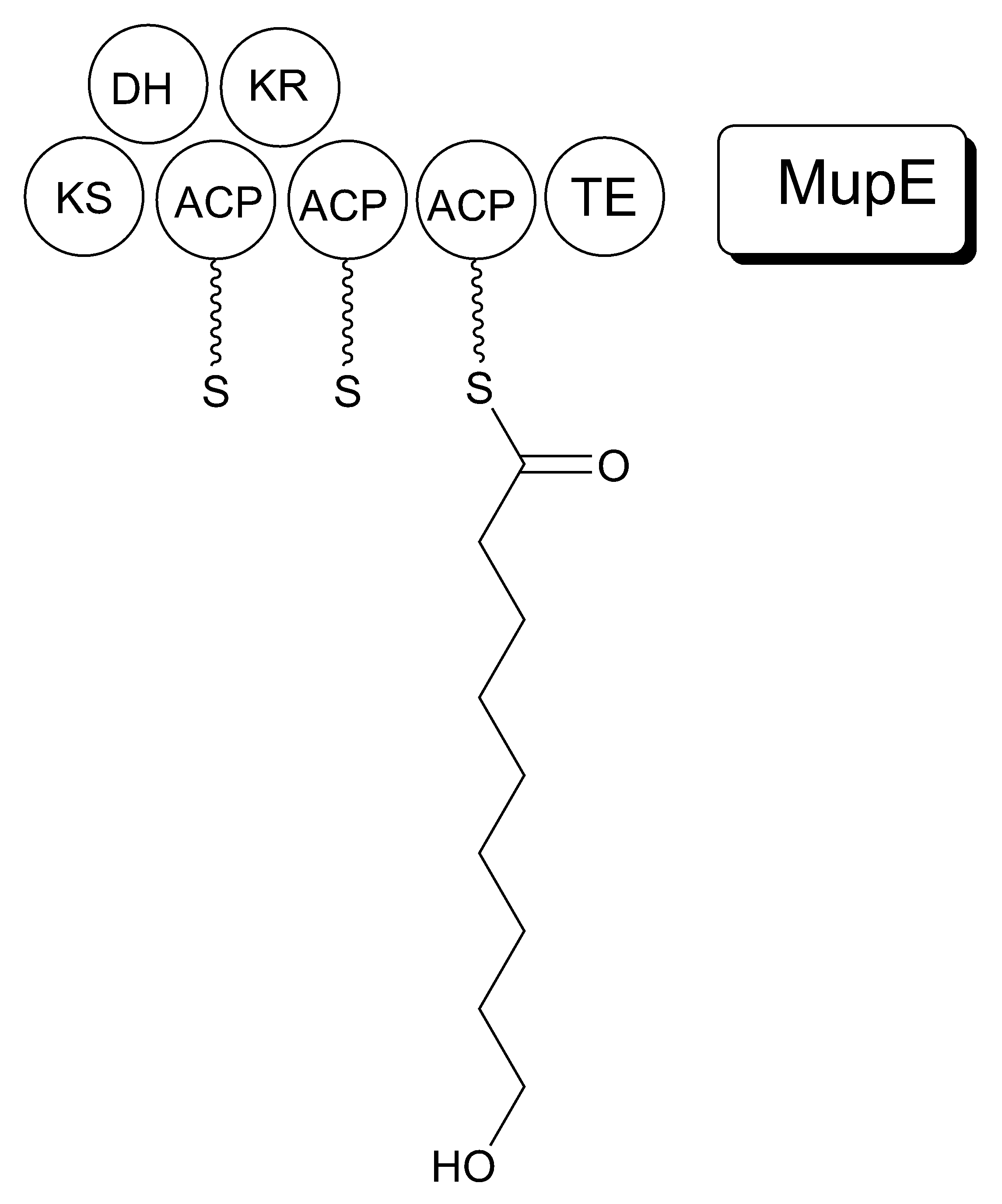
圖 5. MmpB被認為是透過一個3-羥基丙酸起始單位和三個丙二醯輔酶A延伸單位來合成9-羥基壬酸 (9-HN)。下方顯示MmpB的結構域，以及MupE（推測是9-HN完全飽和所需的烯醯還原酶）的結構。ACP = 醯基載體蛋白/DH = 脫水酶/ER = 烯醯還原酶
KR = 酮還原酶/KS = 酮合酶/TE = 硫酯酶。

莫匹羅星是多種假單胞菌酸的混合物，其中假單胞菌酸A (PA-A) 佔混合物中90%以上。莫匹羅星中也存在：在C8處多一個羥基的假單胞菌酸B、在C10和C11之間有一個雙鍵（而非PA-A的環氧化物）的假單胞菌酸 C，以及在莫匹羅星的9-羥基壬酸部分，C4'和C5'之間有一個雙鍵的假單胞菌酸D。

### 假單胞菌酸A的生物合成/莫尼酸生物合成
莫匹羅星的活性成分假單胞菌酸 A (PA-A) 是一種複雜的聚酮化合物，由聚酮合酶 (PKS) 途徑合成，其起始單位為乙酸，並透過一系列重複的縮合反應，逐步延長碳鏈。這個過程涉及多個酶的協同作用，形成PA-A的核心骨架，並非線性路徑，而是透過關鍵的聚酮中間體逐步建構而成。

### 聚酮合酶後修飾
在聚酮合酶合成核心骨架之後，假單胞菌酸A還會經歷一系列後修飾反應。這些反應對於其生物活性至關重要，包括羥基化、甲基化、環化以及其他官能團的引入。這些修飾步驟通常由特定的修飾酶催化，例如細胞色素P450酶，它們能精確地在分子結構上添加或改變化學基團，使其具有獨特的藥理作用並增加分子複雜性。

### 9-羥基壬酸生物合成
9-羥基壬酸是假單胞菌酸A結構中的一個重要組成部分，其生物合成獨立於主要的聚酮合酶途徑。這個過程通常涉及脂肪酸合成途徑的變體，可能透過特定酶對脂肪酸前驅物進行羥基化或其他修飾而產生3. 9-羥基壬酸隨後會透過酯鍵與聚酮合酶合成的核心骨架連接，完成假單胞菌酸A的最終結構組裝，賦予其完整的藥理活性。